# Łukasz John
Łukasz Michał John – polski chemik, prof. dr hab. nauk chemicznych, kierownik Zespołu Chemii Biomateriałów na Wydziale Chemii Uniwersytetu Wrocławskiego.

## Życiorys
Pochodzi z Kalisza, w którym uczęszczał do Szkoły Podstawowej nr 3 im. Juliusza Słowackiego (1987–1995) i IV Liceum Ogólnokształcącego im. Ignacego Jana Paderewskiego (1995–1999). W latach 1999–2004 studiował na Wydziale Chemii Uniwersytetu Wrocławskiego, uzyskując tytuł magistra chemii. Tamże uzyskał z wyróżnieniem stopień doktora chemii w 2008 r. (promotor: prof. dr hab. Piotr Sobota; tytuł rozprawy: Alkoksy kompleksy metali jako prekursory nowych materiałów tlenkowych) oraz stopień doktora habilitowanego chemii w 2018 r. (tytuł osiągnięcia: Biomateriały hybrydowe na bazie krzemu). W 2024 r. otrzymał tytuł profesora w dziedzinie nauk ścisłych i przyrodniczych w dyscyplinie nauki chemiczne.
Jego główne zainteresowania naukowe skupiają się na chemii związków krzemoorganicznych w kierunku syntezy funkcjonalnych organiczno-nieorganicznych materiałów hybrydowych oraz nowej klasy ligandów dla chemii koordynacyjnej. Otrzymywane w jego laboratorium związki chemiczne bazują głównie na wielościennych oligomerycznych silseskwioksanach (POSS), silseskwioksanach typu double-decker (DDSQ), organosilanolach i polisiloksanach. Jego prace naukowe wyróżniane były promocją artykułu na okładkach czasopism: Chemical Communications, Inorganic Chemistry Frontiers, Dalton Transactions, Chemistry – A European Journal czy New Journal of Chemistry. W latach 2009–2010, dzięki stypendium rządu francuskiego, odbył staż podoktorski na francuskim Uniwersytecie Blaise Pascal w Clermont-Ferrand w grupach badawczych prof. Jean-Marie Nédéleca i prof. Edouarda Jallota. Od 1 maja 2019 r. kieruje Zespołem Chemii Biomateriałów na Wydziale Chemii UWr. Jest laureatem nagród Fundacji na rzecz Nauki Polskiej i SCOPUS-Perspektywy Young Researcher Award.
Kierownik grantów Narodowego Centrum Nauki:
- Trójwymiarowe biomateriały hybrydowe domieszkowane nanocząstkami magnetycznymi do celów termicznej apoptozy komórek nowotworowych kości oraz z przyłączonym czynnikiem wzrostu dla osteoblastów (SONATA 5, 2014–2017)
- Projektowanie kowalencyjnych organiczno-nieorganicznych struktur oraz niekowalencyjnych sieci supramolekularnych na bazie funkcjonalizowanych klatkowych silseskwioksanów w kierunku nowej grupy materiałów porowatych (OPUS 12, 2017–2021)
- Silseskwioksany jako multifunkcjonalne ligandy w chemii koordynacyjnej i nano-bloki budulcowe dla materiałów hybrydowych (OPUS 20, od 2021)

Dwukrotnie pełnił funkcję promotora pomocniczego i trzykrotnie (do 2024 r.) funkcję promotora doktoratów.